# Меджидов, Гаджи Абдулгапизович
Гаджи Абдулгапизович Меджидов (11 апреля 1996, с. Раздолье, Тарумовский район, Дагестан, Россия) — российский тайбоксер. Многократный чемпион мира и чемпион России. Заслуженный мастер спорта России.

## Карьера
Является уроженцем дагестанского села Раздолье. Воспитанник ДЮСШ города Кизляр, занимается под руководством Ибрагима Хидирова. В июле 2019 года в Бангкоке стал чемпионом мира. В октябре 2019 года в Екатеринбурге принимал участие в десятом турнир по кикбоксингу Fair Fight X, на котором провёл свой третий профессиональный бой, нокаутировав белоруса Секу Бангуру. В апреле 2021 года в Кемерово в третий раз стал чемпионом России. 15 сентября 2022 года ему было присвоено звание заслуженный мастер спорта России. В начале марта 2024 года в Нижнем Новгороде стал семикратным чемпионом России. В начале июня 2024 года в греческом городе Патры стал четырёхкратным чемпионом мира. В конце мая 2025 года в турецкой Анталье пятый раз выиграл чемпионат мира, тем самым он стал самым титулованным россиянином в тайском боксе.

## Достижения
- Чемпионат России по тайскому боксу 2018 — ;
- Чемпионат мира по тайскому боксу 2018 — ;
- Чемпионат России по тайскому боксу 2019 — ;
- Чемпионат мира по тайскому боксу 2019 — ;
- Чемпионат России по тайскому боксу 2020 — ;
- Чемпионат России по тайскому боксу 2021 — ;
- Чемпионат мира по тайскому боксу 2021 — ;
- Чемпионат России по тайскому боксу 2022 — ;
- Чемпионат России по тайскому боксу 2023 — ;
- Чемпионат мира по тайскому боксу 2023 — ;
- Всемирные игры боевых искусств 2023 — ;
- Чемпионат России по тайскому боксу 2024 — ;
- Чемпионат мира по тайскому боксу 2024 — ;
- Чемпионат мира по тайскому боксу 2025 — ;